# Dragan Isailović
Dragan Isailović (Belgrado, 12 de enero de 1976) es un exfutbolista serbio con nacionalidad española, que ocupaba la posición de delantero.
Empezó a destacar en las filas del FK Partizan, pasando posteriormente al Real Valladolid. Tras su paso por el equipo español, su carrera prosiguió por equipos de ligas más modestas (Israel, Chipre o Bulgaria) o en equipos modestos de la competición española (Burgos C. F. o C. D. Alcoyano).
Fue internacional sub-21 por la selección de la República Federal de Yugoslavia.

## Trayectoria
| Temporadas | Club               | País     | Partidos (Goles) |
| ---------- | ------------------ | -------- | ---------------- |
| 1992-1994  | Radnički Obrenovac | Serbia   | 32 (13)          |
| 1994-1995  | Čukarički Stankom  | Serbia   | 17 (6)           |
| 1995-1997  | FK Zemun           | Serbia   | 39 (13)          |
| 1997-1998  | FK Partizan        | Serbia   | 25 (13)          |
| 1998-2000  | Real Valladolid    | España   | 13 (0)           |
| 2000-2001  | Beitar Jerusalén   | Israel   |                  |
| 2001-2003  | Burgos C. F.       | España   | 38 (4)           |
| 2002       | FC Marco (cesión)  | Portugal | 10 (2)           |
| 2003-2004  | AEK Larnaca        | Chipre   | 19 (7)           |
| 2005       | Litex Lovech       | Bulgaria | 14 (2)           |
| 2005-2006  | Ethnikos Achnas    | Chipre   | 12 (2)           |
| 2006-2007  | C. D. Alcoyano     | España   | 21 (2)           |
| 2007-2008  | Alki Larnaca       | Grecia   | 8 (0)            |
| 2009       | Ermis Aradippou    | Grecia   |                  |